# Haruru Falls
Die Haruru Falls sind ein fünf Meter hoher Wasserfall des Waitangi River nahe der Ansiedlung Haruru unweit von Paihia auf der Nordinsel Neuseelands. Sie befinden sich nördlich der Puketona Road (SH11) im Far North District und etwa 2,5 km westlich der Flussmündung.
„Haruru“ bedeutet auf Māori „lauter oder donnernder Lärm“.
Bei den Haruru Falls befand sich der erste Flusshafen der Europäer in Neuseeland. Er ging zurück auf einen Meereszugang der im Inland lebenden Māoristämme. Zu den ersten Schiffen, die hier landeten, gehörten die HMS Dromedary und die Karere. Nach Berichten von Missionaren sahen diese 60 bis 100 Waka (Kanus) gleichzeitig am Ufer.
Ein Pfad führt zum Haruru Wasserfall (Haruru Falls Track). Eine Straße, die Haruru Falls Road überquert den Fluss unmittelbar flussauf. Der Wasserfall wird von Paihia aus den Waitangi River aufwärts mit Booten angefahren.